# مهرجان الرياض للتسوق والترفيه
يعد مهرجان الرياض للتسوق والترفيه من أضخم مهرجانات التسوق الصيفية التي تقام في مدينة الرياض في المملكة العربية السعودية، ويقام في بداية الإجازة الصيفية من كل عام، ويضم المهرجان الكثير من الخصومات والعروض التسويقية. الغرفة التجارية الصناعية بالرياض هي المنظم لهذا المهرجان برعاية ودعم من الهيئة العامة للسياحة والتراث الوطني السعودية.

## شركات مشاركة
1. شركة فكرة للطباعة والنشر